# Luis Eyzaguirre
Luis Armando Eyzaguirre Silva (født 22. juni 1939 i Santiago, Chile) er en tidligere chilensk fodboldspiller (forsvarer).
Eyzaguirre spillede hele sin karriere (1958-1973) i hjemlandet, hvor han primært var tilknyttet Santiago-storklubben Universidad de Chile. Her spillede han i 10 sæsoner, og var med til at vinde hele fem chilenske mesterskaber.
Eyzaguirre spillede desuden 39 kampe for det chilenske landshold. Han var en del af det chilenske hold, der vandt bronze ved VM i 1962 på hjemmebane. Her spillede han samtlige holdets seks kampe i turneringen, inklusive bronzekampen mod Jugoslavien. Han var også med til VM i 1966 i England, hvor han spillede én kamp.

## Titler
Primera División de Chile
- 1959, 1962, 1964, 1965 og 1967 med Universidad de Chile